# András Schiff

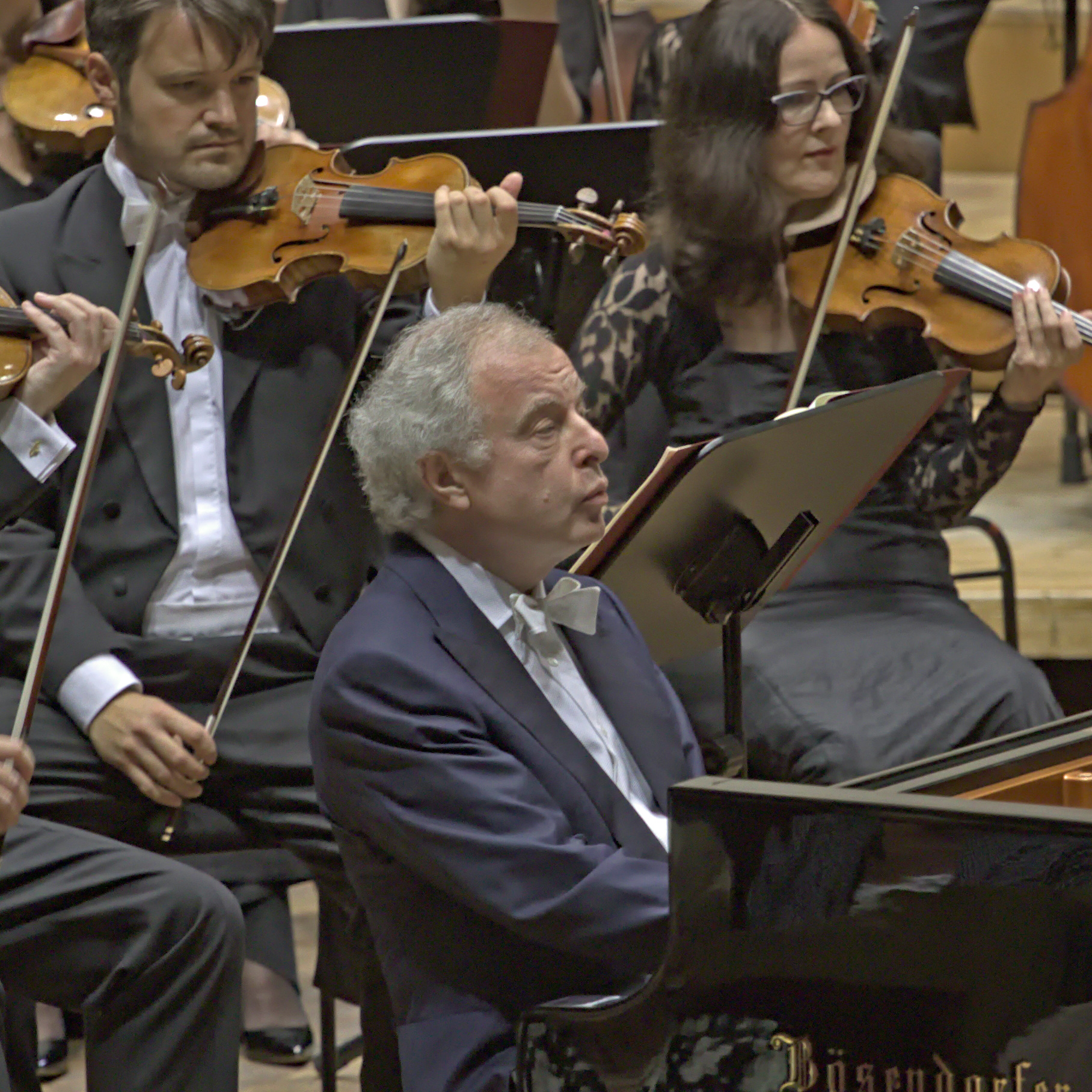
András Schiff im Leipziger Gewandhaus (2016)

András Schiff [ˈɒndraːʃ ʃif] (* 21. Dezember 1953 in Budapest) ist ein ungarischer Pianist, Dirigent und Musikpädagoge, der auch die österreichische und britische Staatsbürgerschaft besitzt.

## Leben
András Schiff wurde in eine jüdisch-bürgerliche Budapester Familie hineingeboren, in der sonntägliche Treffen mit Hausmusik zur Kultur gehörten. Nach eigenen Angaben war seine Mutter „eine gute Klavierlehrerin“ und spielte der Vater, ein 1961 bereits verstorbener Gynäkologe, „Geige als Amateur“. Für beide Eltern war es die zweite Ehe. Schiff wuchs als Einzelkind auf.
Schiff begann mit fünf Jahren Klavier zu spielen. Mit 14 Jahren nahm er sein Studium an der Franz-Liszt-Musikakademie in Budapest auf, unter anderem bei Ferenc Rados, Pál Kadosa und György Kurtág. Er verbrachte mehrfach seine Sommerferien in England bei Verwandten. Dort schloss er Freundschaft mit dem rund 40 Jahre älteren Dirigenten und Cembalisten George Malcolm, mit dem er zusammen musizierte und der in ihm Verständnis für die Musik Bachs weckte. Schiff erhielt 1987 die österreichische Staatsbürgerschaft und 2001 die britische Staatsbürgerschaft. 2014 wurde er geadelt und in den englischen Ritterstand erhoben („Knight Bachelor“ mit dem Prädikat „Sir“).
Schiff tritt international auf, sowohl als Solist als auch zusammen mit bekannten Orchestern, beispielsweise dem Chicago Symphony Orchestra, den Wiener Philharmonikern und den Berliner Philharmonikern. Schiff ist seit 1999 Gründer und Dirigent des international auftretenden Kammerorchesters Cappella Andrea Barca.
Von 1989 bis 1998 leitete Schiff das Mondsee-Festival in der Nähe von Salzburg. Gemeinsam mit Heinz Holliger gründete er 1995 die „Ittinger Pfingstkonzerte“ in der Kartause Ittingen.
Im Jahr 2000 sagte Schiff seine Teilnahme bei der Schubertiade in Feldkirch ab und drückte so seinen Protest gegen die Beteiligung der rechtsgerichteten FPÖ an der österreichischen Bundesregierung aus. Gegen das ungarische Mediengesetz und die Einmischung der Politik in die Kultur unter der Orbán-Regierung verfasste Schiff im Januar 2011 mit mehreren Künstlern eine Resolution. In Interviews teilte er mit, dass er nicht mehr in Ungarn konzertieren werde, weil er dort Persona non grata sei und er von antisemitischer Hetze persönlich bedroht werde. Er sei „sehr verärgert“ über Ungarn und ärgere sich auch über das Verhalten der jüdischen Gemeinde in Ungarn, die nicht öffentlich gegen diese Entwicklungen Stellung beziehe.
Seit 2018 ist András Schiff Lehrer an der Kronberg Academy.
Zum Bruch mit seinem Heimatland befragt, bekannte er im Juni 2022: „Es schmerzt, immer mehr.“ Er sei 2010 zum letzten Mal in Ungarn gewesen, anlässlich der Beerdigung seiner Mutter. Seine Heimatstadt fehle ihm, obwohl er mit Freunden regelmäßig Ungarisch spreche und auch die zeitgenössische Literatur lese. Es sei „unwahrscheinlich, dass sich zu meinen Lebzeiten noch einmal etwas grundlegend ändert“.
Auch zu den Verhältnissen in den USA unter der zweiten Präsidentschaft Donald Trumps äußerte sich Schiff eindeutig. Dieser agiere wie „ein verrückter Elefant im Porzellan-Laden“, und Trump und seine politischen Mitstreiter hätten eine „Hässlichkeit in die Welt gebracht, die man bisher nicht kannte“. Im März 2025 sagte er eine seit zwei Jahren geplante Konzertreise mit den New Yorker Philharmonikern und dem Philadelphia Orchestra in den USA ab.
Schiff ist mit der Violinistin Yuuko Shiokawa verheiratet. Er hat Wohnsitze in London, Florenz und Basel. Neben Ungarisch spricht Schiff fließend Deutsch und Englisch.

## Auszeichnungen – Preise

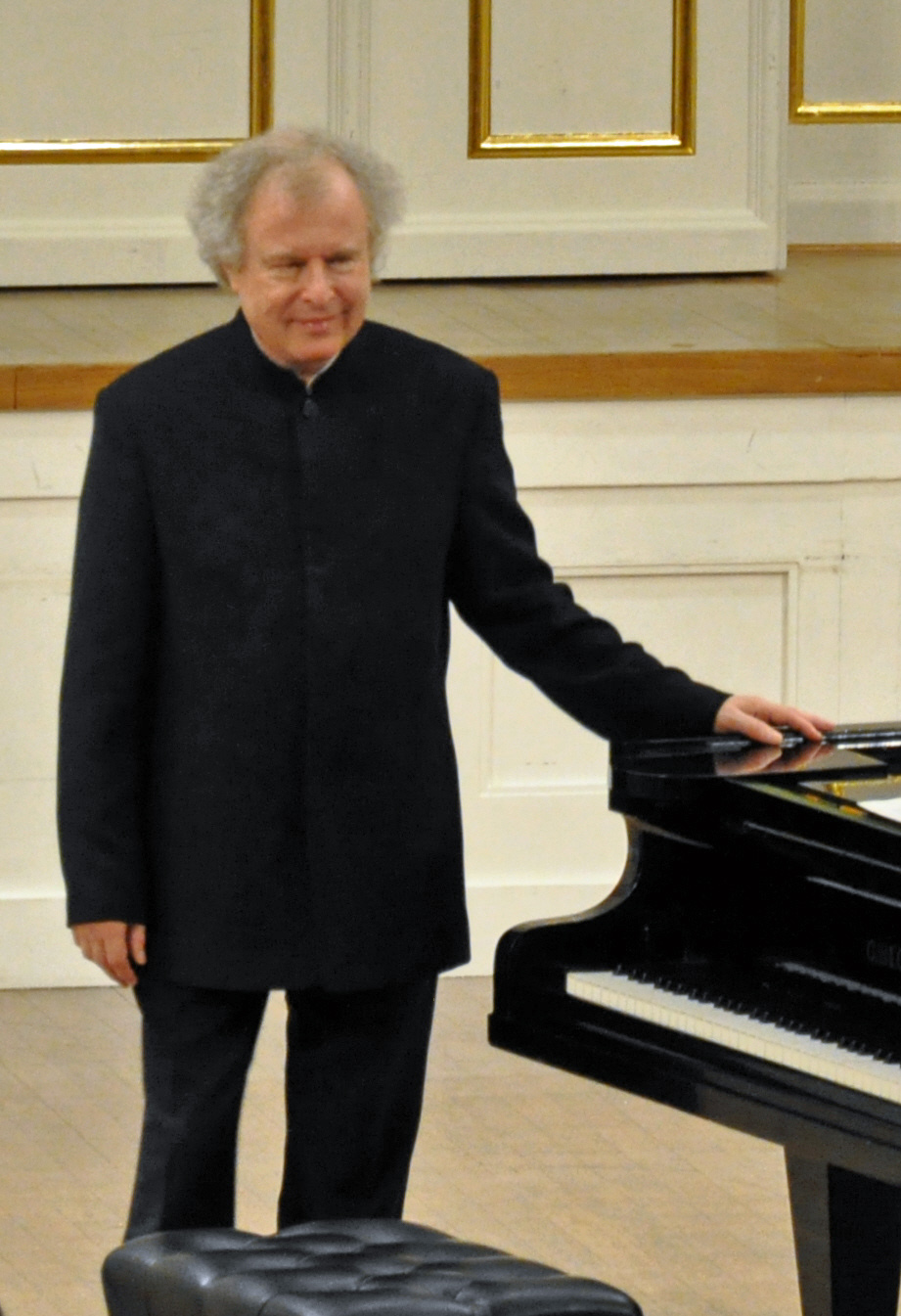
András Schiff 2013 in Salzburg

- 1974 Tschaikowski-Wettbewerb (Moskau) 4. Platz
- 1975 Klavier-Wettbewerb in Leeds (3. Platz)
- 1989 Grammy Best Classical Performance – Instrumental Soloist (Without Orchestra) für eine Einspielung von Bachs Englischen Suiten[14]
- 1990 und 1991 jeweils Gramophone Classical Music Awards gemeinsam mit Peter Schreier
- 1991 Bartók-Preis
- 1994 Claudio-Arrau-Medaille der Robert-Schumann-Gesellschaft Düsseldorf
- 1996 Kossuth-Preis
- 1997 Léonie-Sonning-Musikpreis
- 2003 Bremer Musikfest-Preis
- 2006 Ehrenmitglied des Beethoven-Hauses Bonn[15]
- 2007 Royal Academy of Music Bach Prize
- 2008 Wigmore Hall Medal[16]
- 2009 Ehrenpreis des Klavierfestivals Ruhr
- 2011 Robert-Schumann-Preis (Zwickau)[17]
- 2012 Goldene Mozart-Medaille der Internationalen Stiftung Mozarteum[15]
- 2012 Orden Pour le Mérite[18]
- 2012 International Classical Music Award in der Kategorie „Solo Instrument. Recording of the Year“[15]
- 2012 Großes Verdienstkreuzes mit Stern der Bundesrepublik Deutschland[15]
- 2012 "Special Supernumerary Fellow of Balliol College" der Oxford-Universität[18]
- 2012 Ehrenmitglied des Wiener Konzerthauses[19]
- 2013 Fellow des Royal Northern College of Music[20]
- 2013 Goldmedaille der Royal Philharmonic Society[16]
- 2014 Knight Bachelor mit dem Titel "Sir"
- 2014 Ehrenbürger der Stadt Vicenza[21]
- 2015 Wahl in die Grammophone Hall of Fame[22]
- 2021 Jean Gimbel Lane Prize in Piano Performance[23]
- 2022 Bach-Medaille der Stadt Leipzig
- 2023 Festspielnadel in Rubin der Salzburger Festspiele[15]
- 2024 Österreichisches Ehrenkreuz für Wissenschaft und Kunst I. Klasse[24]
- 2024 Bösendorfer-Ring[24]
- 2025 Praemium Imperiale[25]
- András Schiff wurden mehrere Ehrendoktorwürden verliehen, u. a. vom Royal College of Music verliehen von Prince Charles.[26]

## Repertoire
Schiff, der als einer der besten und vielseitigsten Pianisten der Gegenwart gilt, ist ein renommierter Interpret der Musik von Mozart, Beethoven, Schubert, Schumann (etwa Kreisleriana) und besonders des Klavierwerks seines Landsmannes Bartók. Daneben widmet er sich intensiv dem Werk von Johann Sebastian Bach, den er für „den größten Komponisten, der je gelebt hat“ und „den Besten von uns“ hält, wobei er nicht der strengen historischen Aufführungspraxis folgt, sondern die Musik Bachs üblicherweise auf modernen Flügeln verschiedener Bauart (Bösendorfer, Steinway) darbietet. 2019 äußerte er sich bei Meisterkursen der Schubertiade öffentlich über die Eignung von Instrumenten der Marken Steinway & Sons bzw. Bösendorfer zur Interpretation von Musik des frühen 19. Jahrhunderts. Meist spielt Schiff auf seinem eigenen Bösendorfer 280VC Konzertflügel in Pyramiden-Mahagoni.

## Aufnahmen und Veröffentlichungen
Von Schiff liegen Einspielungen sämtlicher Sonaten von Mozart, Beethoven und Schubert sowie der Klavierkonzerte Mozarts vor, außerdem der meisten großen Solo-Klavierwerke Johann Sebastian Bachs. Zusammen mit Peter Schreier hat er Lieder von Beethoven, Schubert und Schumann aufgenommen, mit Robert Holl Lieder von Brahms und Schumann. Er musizierte 1991 und 1992 mit Dietrich Fischer-Dieskau Schuberts Die schöne Müllerin, bei TDK ist eine DVD-Aufnahme des denkwürdigen Konzertes von der Schubertiade in Feldkirch 1991 erschienen. Im Henle-Verlag erschienen Werke von Bach, Mozart und anderen Komponisten mit Fingersätzen und Hinweisen zur Aufführungspraxis von András Schiff.
2002 erschien eine Doppel-CD mit Werken von Schumann beim Label ECM, basierend auf einem Livekonzert Schiffs in Zürich. Warner Classics veröffentlichte 2007 eine Box mit Werken von Brahms, Händel, Haydn, Reger, Schumann und Smetana (6 CDs).

## Werke
- András Schiff, Martin Meyer: Musik kommt aus der Stille – Gespräche mit Martin Meyer. Essays. Bärenreiter, Kassel 2017, ISBN 978-3-7618-2287-6.
- András Schiff: Musizieren auf gleicher Ebene - Erinnerungen an Peter Schreier, in: Matthias Herrmann (Hrsg.), Begegnungen mit Peter Schreier, Beucha/Markkleeberg 2020, 2. Aufl. 2021, S. 116–119